# Revúca
Revúca (allemand : Großrauschenbach, hongrois : Nagyrőce)  est une ville de la région de Banská Bystrica, en Slovaquie, dans la région historique de Gemer. Sa population est de 13 100 habitants.
Cette ville se situe à 90 km à l'est de Banská Bystrica.

## Histoire
La plus ancienne mention de Revúca remonte à 1357.

## Démographie

### Évolution de la population
| Année:               | 1994.  | 2004.   | 2014.   | 2024.    |
| -------------------- | ------ | ------- | ------- | -------- |
| Nombre de personnes: | 14 001 | 13 147  | 12 620  | 10 874   |
| Différence:          |        | -6,09 % | -4,00 % | -13,83 % |

| Année:               | 2023.  | 2024.   |
| -------------------- | ------ | ------- |
| Nombre de personnes: | 10 958 | 10 874  |
| Différence:          |        | -0,76 % |

## Jumelages
La ville de Revúca est jumelée avec :
- Litovel (Tchéquie)
- Uster (Suisse)
- Kazincbarcika (Hongrie)
- Lędziny (Pologne)

## Personnalité
- Samuel Reuss (1783-1852), ethnographe, y est mort.